# Чемпионат СНГ по фехтованию
Чемпионат СНГ по фехтованию — соревнование фехтовальщиков стран СНГ, проведённое 16—20 июля 1992 года в Москве. Этот турнир был одним из этапов отбора в Объединённую команду, которая представляла страны СНГ на Олимпийских играх в Барселоне. У мужчин были разыграны комплекты наград во всех трёх видах, а у женщин только в фехтовании на шпагах и рапирах.

## Медалисты
| Дисциплина       | Золото                       | Серебро                              | Бронза                       |
| Шпага (мужчины)  | Андрей Шувалов Россия        | Павел Колобков Россия                | Валерий Захаревич Узбекистан |
| Шпага (женщины)  | Мария Мазина Россия          | Екатерина Лебедева-Горская Казахстан | Юлия Гараева Россия          |
| Рапира (мужчины) | Вячеслав Григорьев Казахстан | Ильгар Мамедов Азербайджан           | Игорь Вайнберг Россия        |
| Рапира (женщины) | Татьяна Садовская Россия     | Ольга Величко Россия                 | Ольга Вощакина Россия        |
| Сабля (мужчины)  | Александр Ширшов Россия      | Григорий Кириенко Россия             | Станислав Поздняков Россия   |

## Состав Объединённой команды для участия в XXV летних Олимпийских играх
Мужчины
Рапира Сергей Голубицкий, Вячеслав Григорьев, Анвар Ибрагимов, Ильгар Мамедов, Дмитрий Шевченко.

Сабля Вадим Гутцайт, Григорий Кириенко, Георгий Погосов, Станислав Поздняков, Александр Ширшов.

Шпага Валерий Захаревич, Павел Колобков, Сергей Костарев, Сергей Кравчук, Андрей Шувалов.
Женщины
Рапира Ольга Величко, Ольга Вощакина, Елена Гликина, Елена Гришина, Татьяна Садовская.